# Lista hrabstw w stanie New Hampshire
Stan New Hampshire podzielony jest na 10 hrabstw.

## Lista alfabetyczna
| Nazwa        | Siedziba        | Powierzchnia całkowita (km²) | Powierzchnia wodna (km²) | Powierzchnia lądowa (km²) | Populacja (2000) | Gęstość zaludnienia (os/km²) (2000) | Położenie na mapie |
| ------------ | --------------- | ---------------------------- | ------------------------ | ------------------------- | ---------------- | ----------------------------------- | ------------------ |
| Belknap      | Laconia         | 1214                         | 175                      | 1039                      | 60088            | 58                                  |                    |
| Carroll      | Ossipee         | 2570                         | 151                      | 2419                      | 47818            | 20                                  |                    |
| Cheshire     | Keene           | 1890                         | 58                       | 1832                      | 77117            | 42                                  |                    |
| Coös         | Lancaster       | 4743                         | 80                       | 4663                      | 33055            | 7                                   |                    |
| Grafton      | North Haverhill | 4533                         | 96                       | 4438                      | 89118            | 20                                  |                    |
| Hillsborough | Nashua          | 2310                         | 41                       | 2269                      | 400721           | 177                                 |                    |
| Merrimack    | Concord         | 2478                         | 570                      | 2410                      | 146455           | 61                                  |                    |
| Rockingham   | Brentwood       | 2057                         | 257                      | 2000                      | 295233           | 104                                 |                    |
| Strafford    | Dover           | 995                          | 40                       | 955                       | 123143           | 129                                 |                    |
| Sullivan     | Newport         | 1431                         | 39                       | 1392                      | 43742            | 31                                  |                    |